# Два жадных медвежонка
«Два жадных медвежонка» — советский кукольный мультипликационный фильм 1954 года. Первый объёмный фильм студии «Союзмультфильм».

## Сюжет
По мотивам венгерской народной сказки.
Два медвежонка живут с мамой-медведицей, Тяп — постарше, Ляп — помладше. Вечными спорами с сопутствующими потасовками, однажды, они доводят свою маму до того, что она, рассвирепев, выставляет их за дверь. Обидевшись, братья уходят из дома «в поисках счастья», уговорившись всё найденное в пути делить поровну, пополам. Путешествуя, медвежата неожиданно нашли на обочине у дороги большую круглую голову сыра. Братья не смогли поделить сыр из-за недоверия друг к другу. Каждый боялся, что другому достанется бо́льший кусок. Их жадностью воспользовалась хитрая лиса. Взявшись оказать помощь, в итоге, она съела почти весь сыр сама. Голодные, уставшие, братья возвращаются домой, где на крыльце их ждёт мать.

## Съёмочная группа
| Автор сценария            | Лев Кассиль |
| Режиссёр-постановщик      | Владимир Дегтярёв |
| Ассистент режиссёра       | Владимир Данилевич |
| Художник-постановщик      | Владимир Грохотов, Владимир Дегтярёв |
| Художники кукол и макетов | Роман Гуров (главный художник), Андрей Барт, Е. Жуков, А. Жукова, Л. Коновалова, В. Куранов, Геннадий Лютинский, Олег Масаинов, О. Плюцинская, К. Русанова, Николай Солнцев |
| Кукловоды-мультипликаторы | Владимир Данилевич, Лев Жданов (в титрах не указан), Елизавета Комова, К. Никифоров                                                                                         |
| Операторы                 | Николай Ренков, Николай Гринберг |
| Редактор                  | Семён Гинзбург |
| Композитор                | Револь Бунин |
| Директор фильма           | Борис Бурлаков |
| Звукооператор             | Георгий Мартынюк |
| Ассистент по монтажу      | В. Егорова |

## Технические данные
| Тип                          | объёмный                                 |
| Возрастная категория         | 0+                                       |
| Цветность                    | цветной                                  |
| Количество частей            | 1 часть                                  |
| Длина плёнки                 | 272 метра                                |
| Киностудия                   | Союзмультфильм                           |
| Дата выхода на экраны        | 1954 год                                 |
| Разрешительное удостоверение | - ВЭ Х 1954 г. - 214019805 от 14.06.2005 |

## Описание, отзывы и критика
О начале работы над новым мультфильмом для малышей было сообщено в мартовском выпуске журнала «Искусство кино» за 1954 год. В сообщении был раскрыт краткий сюжет венгерской народной сказки, были указаны сценарист и режиссёр.
«Два жадных медвежонка» Дегтярёва был снят покадровым способом. Фильм стал первым завершённым (30 августа 1954 года) из трёх кукольных мультфильмов, запущенных в 1953 году в возобновлённое (по инициативе Образцова, Гурова, Ломидзе, Мигунова, Долгих, Воронова) во вновь сооружённом съёмочном ателье производство, прозванное «третьим рождением» отечественной кукольной мультипликации.
Полный сценарий мультфильма был опубликован в четвёртом выпуске сборника сценариев рисованных мультфильмов в 1956 году.
По мнению С. Сергеева, сценаристу мультфильма Льву Кассилю успешно удалось творчески переработать исходную предельно лаконичную венгерскую народную сказку, обогатить её сюжетно, дополнив её событиями жизни персонажей, предшествующими находке сыра. Это позволило убедительнее раскрыть основную тему сказки, полнее показать характеры медвежат, способствовало лучшему пониманию и приёму новых сказочных героев юными зрителями.
По мнению И. Вершининой, фильм «Два жадных медвежонка» Дегтярёва получился интереснее, чем снимавшийся в то же время фильм режиссёра Г. Ломидзе «На даче», потому что удалось подобрать отличительные характерные черты для изображения всех персонажей, в том числе различные типажи для двух похожих братьев-медвежат.
По мнению О. Семеновой, первые же работы на «Союзмультфильме», включая фильм «Два жадных медвежонка», сразу привлекли внимание к замечательному режиссёру и художнику Дегтярёву, удивительно умевшему находить дорогу к сердцам детей.
По мнению авторов четырёхтомной «Истории советского кино», фильм «Два жадных медвежонка», как первая работа Дегтярёва, был ещё слабым и в профессиональном и в художественном отношении.
По мнению Венжер Н. Я., фильм «Два жадных медвежонка» был несовершенным, но этому не следует удивляться, поскольку это была одна из первых объёмных лент «Союзмультфильма».
По мнению С. Гинзбурга, фильм «Два жадных медвежонка», первая работа Дегтярёва в кукольном кино, оказался неудачным, как и другие первые послевоенные кукольные картины, несмотря на то, что был поставлен по весёлому и остроумному сценарию. Причина крылась в натуралистическом копировании в облик и поведение куклы внешнего поведения человека, в подражании игровому кино, в непонимании необходимости не преодолевать присущую кукольному кино условность, а использовать её для правдивого отражения жизненных явлений.
По мнению Иванова-Вано И. П., фильм «Два жадных медвежонка» был одним из трёх мультфильмов Дегтярёва, заставивших говорить об успехах советской кукольной мультипликации.
По мнению Юлии Анкудимовой, мультфильм «Два жадных медвежонка» может использоваться в практике педагога-психолога для мульт-терапии ребёнка в целях воспитания щедрости.